# Arctosa ebicha
Arctosa ebicha är en spindelart som beskrevs av Takeo Yaginuma 1960. Arctosa ebicha ingår i släktet Arctosa och familjen vargspindlar. Inga underarter finns listade i Catalogue of Life.